# 덕산향교
덕산향교(德山鄕校)는 대한민국 충청남도 예산군 덕산면에 있는 조선시대의 향교이다. 1997년 12월 23일 충청남도의 기념물 제137호로 지정되었다.

## 개요
향교는 공자와 여러 성현께 제사를 지내고 지방민의 교육과 교화를 위해 나라에서 세운 교육기관이다.
덕산향교를 처음 지은 정확한 연대는 알 수 없으나, 조선 인조(재위 1623∼1649) 때 세운 것으로 전한다. 대성전은 숙종 8년(1682)에 수리하였다는 기록이 있으며 1987년에 다시 한번 보수했다.
건물 배치는 외삼문 없이 앞쪽에 바로 교육 공간인 명륜당이 있고, 뒤쪽에 제사 공간인 대성전이 있어 전학후묘의 형태를 따르고 있다.
대성전은 앞면 3칸·옆면 3칸 규모로, 지붕은 옆면에서 볼 때 사람 인(人)자 모양인 맞배지붕이다. 안쪽에는 공자를 비롯하여 중국과 우리나라 성현들의 위패를 모시고 있다. 학생들이 모여 공부하는 강당인 명륜당은 앞면 7칸·옆면 1칸 규모이며 지붕은 맞배지붕으로 꾸몄다.
조선시대에는 나라에서 토지와 노비·책 등을 지원받아 학생들을 가르쳤으나, 지금은 교육 기능은 없어지고 제사 기능만 남아 있다.

## 참고 자료
- 덕산향교 - 국가유산청 국가유산포털